# Cryptolabis bisinuatis
Cryptolabis bisinuatis är en tvåvingeart som beskrevs av Doane 1900. Cryptolabis bisinuatis ingår i släktet Cryptolabis och familjen småharkrankar. Inga underarter finns listade i Catalogue of Life.